# Iwan Obrazcow
Iwan Filippowicz Obrazcow (ros. Иван Филиппович Образцов, ur. 7 lipca?/20 lipca 1920 we wsi Byki w obwodzie twerskim, zm. 28 lutego 2005 w Moskwie) – radziecki i rosyjski naukowiec, działacz partyjny.

## Życiorys
Brał udział w wojnie z Niemcami, w 1944 ukończył Moskiewski Instytut Lotniczy i został członkiem WKP(b). Od 1944 pracownik naukowy i wykładowca Moskiewskiego Instytutu Lotniczego, w latach 1958–1972 jego rektor, jednocześnie 1967–1991 przewodniczący Zarządu Zjednoczenia "Znanije" RFSRR, doktor nauk technicznych, profesor. Od 18 lutego 1972 do 14 lipca 1990 minister wyższego i średniego szkolnictwa specjalnego RFSRR, od 1974 akademik Akademii Nauk ZSRR, od 3 marca 1981 do 2 lipca 1990 zastępca członka KC KPZR, w latach 1990–1991 dyrektor Instytutu Mechaniki Stosowanej Akademii Nauk ZSRR. Deputowany ludowy ZSRR.

## Odznaczenia i nagrody
- Order Lenina
- Nagroda Leninowska
- Nagroda Państwowa ZSRR (1976)